# ノルウェー国立工芸・芸術産業学校
ノルウェー国立工芸・芸術産業学校（ノルウェーこくりつこうげい・げいじゅつさんぎょうがっこう、Statens håndverks- og kunstindustriskole、略称SHKS）は、ノルウェー・オスロにあった国立学校。1996年、オスロ国立芸術大学に統合された。

## 歴史
1818年に設立され、19世紀ノルウェーの芸術教育の中心的な役割を果たしてきた。
当初は、絵画予備学校 (Den foreløbige Tegneskole) という名称であったが、1822年、クリスチャニア王立絵画・芸術学校 (Den kongelige Tegne- og Kunstskole i Christiania) と改称された（クリスチャニアはオスロの当時の名称）。1869年、王立絵画学校 (Den kongelige tegneskole) となり、1911年、ノルウェー国立工芸・芸術産業学校となった。
1896年、オスロ市は、本学校と芸術産業博物館のために新しい建物の建設を決め、1897年のコンペティションで、当時26歳の若手建築家Adolf Bredo Greveが採用された。彼は、経験豊富な建築家Ingvar Hjorthの助力を得て、1903年、これを完成させた。校舎は、改修され、2015年から、エドヴァルド・ムンク高等学校の校舎に使われている。
1996年、オスロ国立芸術大学に統合された。